# Amerorchis rotundifolia
Amerorchis rotundifolia là một loài lan thuộc chi đơn loài Amerorchis, họ Lan. Chúng thường được tìm thấy ở Canada và vài bang phía bắc Hoa Kỳ.